# Gemeinschaftsbewegung
Die Gemeinschaftsbewegung ist eine pietistische Aufbruchsbewegung, die in der zweiten Hälfte des 19. Jahrhunderts eine Reihe evangelischer Landeskirchen in Deutschland und in der Schweiz erfasste. An vielen Orten führte dieser Aufbruch zur Entstehung von Gemeinschaftskreisen (Landeskirchliche Gemeinschaft), die heute in und neben den traditionellen Kirchen ein eigenständiges Gemeindeleben entwickelt haben.
Mittlerweile haben sich noch andere Gemeinschaften und nationale und internationale Organisationen dieser Bewegung angeschlossen, was den reinen kirchlichen Bezug aufweicht.

## Ursprünge
Nach ihrem Selbstverständnis wurzelt die Gemeinschaftsbewegung vor allem in der lutherischen Reformation. Auf Martin Luthers Vision einer kleinen, aber geistlich engagierten Gemeinschaft innerhalb der Landeskirche wird immer wieder in den Geschichtsbüchern der Gemeinschaftsbewegung hingewiesen.
Eine weitere Wurzel ist der Pietismus, der Luthers Vision unter dem Begriff der ecclesiola in ecclesia revitalisierte. Zur Gemeinschaftsbewegung gehören sowohl altpietistische Gemeinschaften, die vor allem in Baden-Württemberg beheimatet sind, als auch „neupietistische“ Gruppen, die ihre entscheidenden Impulse aus der Erweckungsbewegung der ersten Hälfte des 19. Jahrhunderts empfingen. Besonders zu nennen ist hier der Methodismus sowie die amerikanische Heiligungsbewegung.
Als Erbin dieser verschiedenen Strömungen entwickelte die Gemeinschaftsbewegung ein alternatives Gemeindemodell, das auch Entkirchlichte sowie soziale Randgruppen anzog.

## Geschichte
Die Geschichte der Gemeinschaftsbewegung weist eine Fülle von Keimzellen auf: Fast gleichzeitig entstanden im letzten Drittel des 19. Jahrhunderts überall in Deutschland neupietistische Kreise in den evangelischen Kirchen, die sich anfangs zu Provinzialen Brüderräten und – nach einem vorläufigen Zusammenschluss von 1894 – sich 1897 zum Deutschen Komitee für evangelische Gemeinschaftspflege und Evangelisation, dem so genannten Gnadauer Verband, zusammenschlossen. Vorangegangen waren 1884 die Gründung des Deutschen
Evangelisationsvereins durch Theodor Christlieb, einer ersten Organisation der deutschen Gemeinschaftsbewegung. Christlieb formulierte dafür vier Leitsätze:
1. Man empfehle den Erweckten den Anschluss an eine bestimmte Gemeinde, unter Umständen übergebe man sie einem gläubigen Prediger.
2. Man stärke sie weiterhin geistlich durch regelmäßige Bibel- und Erbauungsstunden, um Zersplitterungen zu verhüten, d. h. sie nicht den Sekten anheimfallen zu lassen.
3. Man gliedere sie in die bestehenden Jünglings-, Männer-, und Jungfrauenvereine ein, pflege den christlichen Gesang, auch in Chören mit besonderen Singstunden.
4. Man vermenge nicht Evangelisationssache mit Mäßigkeitssache.[3]

Seit 1888 fanden die Pfingstkonferenzen im Predigtsaal der Herrnhuter Brüdergemeine in Gnadau bei Magdeburg statt. 1891 wurde das Monatsblatt Philadelphia herausgegeben, das die neu entstandenen und eher isolierten Gemeinschaftskreise miteinander verbinden wollte.
Mitgliedsvereine dieses nationalen Dachverbandes waren unter anderen:
- in Westdeutschland: die Evangelische Gesellschaft für Deutschland, die Tersteegenschen Gemeinschaften, der Evangelische Brüderverein (siehe Hermann Heinrich Grafe), die Neukirchener Mission und der Verein für Reisepredigt
- in Berlin: die Michaelsgemeinschaft (Graf von Pückler), die Evangelische Heilandsgemeinschaft (Ingeborg von Hennigs) und der CVJM
- in Ostpreußen: der Ostpreußische Evangelische Gebetsverein unter Christoph Kukat
- in Süddeutschland: Chrischona-Gemeinschaft und mit ihr verbundene Pastoren
- in Mitteldeutschland: die an der so genannten Blankenburger Allianzkonferenz beteiligten Gemeinschaften
- in Schleswig-Holstein: der Verein für Innere Mission
- in Hamburg: der CVJM und die Gemeinschaft unter Johannes Röschmann (1862–1901)

Diesem Aufbruch folgte die Gründung zahlreicher Einrichtungen der Gemeinschaftsbewegung: Diakonissenhäuser, Predigerseminare und die Deutsche Zeltmission.
Zur herrschenden liberalen Theologie des Rationalismus stand sie in schroffem Gegensatz, ordnete sich aber viele Jahrzehnte ihrer Geschichte dem pastoralen Amt und den kirchlichen Strukturen unter. Erst in der Gegenwart lässt sich beobachten, dass die Gemeinden der Bewegung mehr und mehr eigenständige, manchmal auch freikirchliche Strukturen entwickeln.
Die Gemeinschaftsbewegung verantwortete mit der Berliner Erklärung vom 15. September 1909 ein historisches Dokument, das zu jahrzehntelangen Zerwürfnissen der betroffenen Denominationen der jungen Pfingstbewegung in Deutschland führte. Dieses Dokument nahm vor allem Bezug auf die Kasseler Ereignisse vom Juli 1907 und war in erster Linie gegen den führenden Pfarrer Jonathan Paul gerichtet, der 1890 eine Geistestaufe erfahren haben soll und seit 1904 das „reine Herz“ verkündigte, zu dem ein erweckter Christ gelangen könne.
In der Schweiz entstanden bereits Anfang des 19. Jahrhunderts in Basel die Bewegung Frommes Basel mit der Basler Mission und der Pilgermission St. Chrischona und in Genf der Réveil, aus dem sich in Genf, Bern und Zürich grössere Evangelische Gesellschaften entwickelten, wie z. B. die Evangelische Gesellschaft der Berner Kantonalkirche.

## Gesangbücher
Aus der Gemeinschaftsbewegung gingen unter anderem die folgende Liedersammlungen hervor:
- Carl Heinrich Rappard, Dora Rappard-Gobat: Gemeinschaftslieder, (erstmals 1875, viele weitere Auflagen bis 1934)
- Carl Heinrich Rappard, Dora Rappard-Gobat: Glaubenslieder (1875)
- Ernst Gebhardt: Evangeliumslieder. Basel 1880
- das Reichsliederbuch (1892)

## Prägende Persönlichkeiten
- Graf Modest Modestowitsch von Korff (1823–1906), russischer Hofmarschall und Zeremonienmeister am Zarenhof von Kaiser Alexander III
- Elias Schrenk (1831–1913), schwäbischer Kaufmann, Evangelist und Erweckungsprediger in der Schweiz und Deutschland
- Theodor Christlieb (1833–1889), deutscher Pfarrer und Theologieprofessor in Bonn
- Jaspar von Oertzen (1833–1893), deutscher Adliger und Leiter christlicher Werke
- Carl Heinrich Rappard (1837–1909), Schweizer Missionar und Inspektor von St. Chrischona
- Otto Stockmayer (1838–1917), schwäbischer Pfarrer und Evangelist in Deutschland und in der Schweiz
- Theodor Jellinghaus (1841–1913), deutscher Pfarrer, Missionar, Bibelschullehrer und Autor
- Dora Rappard-Gobat (1842–1923), Schweizer Missionarin und Kirchenlieddichterin
- Friedrich von Schlümbach (1842–1901), deutsch-amerikanischer Soldat, methodistischer Erweckungsprediger und Mitbegründer des CVJM
- Andreas von Bernstorff (1844–1907), preußischer Verwaltungsjurist und Abgeordneter
- Eberhard von Rothkirch (1852–1911), deutscher Offizier, Forstwirtschaftler und Mitbegründer des CVJM
- Graf Eduard von Pückler (1853–1924), deutscher Standesherr und Führer christlicher Organisationen
- Franz Eugen Schlachter (1859–1911), Schweizer Erweckungsprediger, Schriftsteller und Bibelübersetzer
- Walter Michaelis (1866–1953), deutscher Pfarrer, Missionsinspektor und Präses des Gnadauer Verbandes
- Hedwig von Redern (1866–1935), deutsche Erzählerin und Kirchenliederdichterin
- Ludwig Thimme (1873–1966), deutscher Pfarrer und Bibelübersetzer
- Kurt Heimbucher (1928–1988), deutscher Pfarrer, Autor und Präses des Gnadauer Verbandes
- Christoph Morgner (* 1943), deutscher Pfarrer, Autor und Präses des Gnadauer Verbandes
- Michael Diener (* 1962), deutscher Pfarrer, Autor und Präses des Gnadauer Verbandes

## Lehre
Bei aller Vielgestaltigkeit der Gemeinschaftsbewegung lassen sich folgende gemeinsame Lehranschauungen benennen:
- Die Verkündigung des Evangeliums erfordert den Aufruf zur Entscheidung und Bekehrung vom Unglauben zum Glauben an Jesus Christus. Wo dieser Aufruf nicht (mehr) erfolgt, verliert die Kirche ihre „Salzkraft“.
- „Werk“ des Menschen ist die Entscheidung und der Wille zur Umkehr, die eigentliche Neuwerdung des Menschen (Wiedergeburt, Geburt von oben, vergleiche Johannes-Evangelium Kapitel 3) bewirkt der Heilige Geist. Durch diese Neuwerdung wird der Mensch zum Kind Gottes und den anderen Kindern Gottes zum Bruder beziehungsweise zur Schwester. Dass eine Wiedergeburt durch einen sakramentalen Akt (Taufe, Konfirmation) geschieht, lehnt die Gemeinschaftsbewegung ab.
- Wesentliches Kennzeichen eines „wiedergeborenen“ Menschen ist sein persönlicher und gemeinschaftlicher Umgang mit Gott. Das private und öffentliche Gebet (die so genannte „Gebetsgemeinschaft“) spielt innerhalb der Gemeinschaftsbewegung eine besondere Rolle, ebenfalls die intensive Beschäftigung mit der Bibel.
- Einer Bekehrung und Wiedergeburt hat der Bruch mit der Vergangenheit zu folgen. „Neue Menschen“ leben in der Heiligung, das heißt in der Nachfolge Jesu und im Gehorsam des Glaubens.
- Predigt, Gestaltung der Zusammenkünfte, Seelsorge und Evangelisation sind Aufgaben aller Christen.
- Die Bibel und die reformatorischen Bekenntnisse sind – abgesehen von konfessionellen Engführungen – Maßstab für Lehre, Dienst und Leben der Gemeinschaftsbewegung. Während die Bibel in konservativen Mitgliedsverbänden im Sinne der Gründungswurzeln als inspiriertes Wort Gottes aufgefasst wird, ist die Leitung des Gnadauer Verbandes für eine gemäßigte bibelkritische Schriftfrage offen.

## Einrichtungen und Werke innerhalb der Gemeinschaftsbewegung

### Gemeinschaftsverbände
| - Altpietistischer Gemeinschaftsverband - Berliner Stadtmission - Chrischona-Gemeinschaftswerk - Christlicher Missionsverband für Österreich - Elbingeröder Gemeinschaftsverband - Evangelische Gesellschaft für Deutschland - Evangelischer Gemeinschaftsverband Herborn - Evangelischer Gemeinschaftsverband Hessen-Nassau - Evangelischer Gemeinschaftsverband Nord-Süd - Evangelischer Gemeinschaftsverband Pfalz e. V. - Evangelischer Gemeinschaftsverband Rhein-Main (Zusammenschluss von Starkenburger Gemeinschaftsverband und Stadtmissionsverband Frankfurt a. M.) - Evangelischer Gnadauer Gemeinschaftsverband - Evangelischer Gemeinschaftsverband AB - Ev. Gemeinschaftsverband Siegerland-Wittgenstein - Evangelisches Gemeinschaftswerk - Gemeinschafts-Diakonieverband Berlin - Gemeinschaftsverband Linker Niederrhein - Gemeinschaftsverband Sachsen-Anhalt - Gemeinschaftswerk Berlin-Brandenburg innerhalb der Evangelischen Kirche - Gnadauer Arbeitskreis Hamburg - Hannoverscher Verband Landeskirchlicher Gemeinschaften - Hensoltshöher Gemeinschaftsverband - Hessischer Gemeinschaftsverband - Landeskirchlicher Gemeinschaftsverband in Bayern e. V. - Landesverband evangelischer Gemeinschaften Vorpommern e. V. - Landesverband Landeskirchlicher Gemeinschaften Sachsen - Liebenzeller Gemeinschaftsverband - Lippischer Gemeinschaftsbund - Mecklenburgischer Gemeinschaftsverband - Nederlandse Christelijke Gemeenschapsbond - Ohofer Gemeinschaftsverband - Ostfriesischer Gemeinschaftsverband - Sächsischer Gemeinschaftsverband - Sauerländischer Gemeinschaftsverband - Scharnsteiner Bibelkreis - Süddeutscher Gemeinschaftsverband - Südwestdeutscher Gemeinschaftsverband e. V. - Thüringer Gemeinschaftsbund - Verband der Gemeinschaften in der Evangelischen Kirche in Schleswig-Holstein - Westdeutscher Gemeinschaftsverband - Westfälischer Gemeinschaftsverband - Württembergischer Brüderbund |

### Jugendverbände
- Christlicher Jugendbund in Bayern (cjb)
- Deutscher Jugendverband EC „Entschieden für Christus“
- Jugendarbeit des Altpietistischen Gemeinschaftsverbandes,
- Jugendarbeit des Württembergischen Brüderbundes,
- Jugenddienst des Gemeinschaftswerkes Berlin-Brandenburg,
- Gemeinschaftsjugend Pfalz (Ev. Gemeinschaftsverband Pfalz),
- Jugendwerk des Blauen Kreuzes in Deutschland
- Studentenmission in Deutschland

### Theologische Ausbildungsstätten
| - Albrecht-Bengel-Haus - Theologisches Seminar Bibelschule Aidlingen, - Evangelische Missionsschule Unterweissach - Evangelistenschule Johanneum - Gnadauer Theologisches Seminar Falkenberg | - Kolleg für Gemeindedienst der Diakonie-Gemeinschaft Puschendorf, - Marburger Bibelseminar - Liebenzeller Mission - Theologisch-Diakonisches Seminar Aarau - Theologisches Seminar St. Chrischona - Evangelische Hochschule Tabor (Studien- und Lebensgemeinschaft Tabor) - Internationale Hochschule Liebenzell (Bad Liebenzell) |

### Missionsgesellschaften
- Basler Mission
- Chrischona-Mission
- Deutscher Jugendverband Entschieden für Christus (EC)
- Evangelische Gesellschaft für Deutschland Gegründet als Verein für Innere Mission
- Evangelische Karmelmission
- Gnadauer Brasilien-Mission
- Liebenzeller Mission
- Marburger Mission
- Mission für Süd-Ost-Europa
- Neukirchener Mission

### Diakonissen-Mutterhäuser
- Diakonissenmutterhaus Aidlingen
- Augsburger Diakonissenanstalt
- Diakonissen-Mutterhaus Neuendettelsau
- Diakonissen-Mutterhaus St. Chrischona
- Diakonissenmutterhaus Bad Harzburg (vormals „Kinderheil“)
- Diakonissen-Mutterhaus „Lobetal“
- Diakonie-Gemeinschaft Puschendorf
- Diakonissen-Mutterhaus Salem-Lichtenrade
- Diakonissenhaus St. Michael
- Sächsisches Gemeinschafts-Diakonissenhaus „Zion“ in Rathen und Aue
- Schwesternschaft der Liebenzeller Mission

Zusammengeschlossen im Deutschen Gemeinschafts-Diakonieverband (DGD):
- Diakonissen-Mutterhaus „Altvandsburg“
- Diakonissen-Mutterhaus Bleibergquelle
- Diakonissen-Mutterhaus „Hebron“
- Gemeinschafts-Diakonissen-Mutterhaus Hensoltshöhe
- Diakonissen-Mutterhaus Lachen
- Diakonissen-Mutterhaus Neuvandsburg
- Zendings-Diaconessenhuis, Niederlande
- Diakonieverband Ländli, Schweiz
- Fellowship Deaconry, USA
- Irmandade Evangelica Betania, Brasilien
- Fellowship Deaconry Motherhouse Bethel, Japan
- Communaute des Diaconesses, Ruanda

### Werke mit besonderer Aufgabenstellung
- Christliche Bäcker- und Konditorenvereinigung im Evang. Gnadauer Gemeinschaftsverband
- Blaues Kreuz
- Bruderkreis Burgambach
- Christliche Vereinigung Deutscher Eisenbahner (CVDE) – Eisenbahnermission
- Deutsche Zeltmission
- Evangelischer Sängerbund
- Ev. Volks- und Schriftenmission Lemgo-Lieme
- Gnadauer Posaunenbund
- Stiftung Marburger Medien
- RGAV – Dienstgemeinschaft für Verkündigung und Seelsorge
- Taschenbibelbund

### Grundlegende Literatur
- Joachim Cochlovius: Gemeinschaftsbewegung, in: Theologische Realenzyklopädie, Band 12, 1984, S. 355–368 (mit ausführlichen Literaturangaben).[8]
- Eduard Ferderer: Die Gemeinschaftsbewegung. In: Michael Klöcker, Udo Tworuschka: Handbuch der Religionen. 2024, S. 1–15.[9]
- Erich Geldbach (Hrsg.): Evangelisches Gemeindelexikon, Wuppertal, 1978. 577 S.
- Charles H. Lippy: Gemeinschaftsbewegung. In: RGG 4. Aufl. Bd. 3 (2000), Sp. 645–652 (mit weiterführender Literatur).
- Jörg Ohlemacher: Gemeinschaftschristentum in Deutschland im 19. und 20. Jahrhundert, in: Geschichte des Pietismus, Band 3, Göttingen 2000, S. 393–464.
- Taschenlexikon Religion und Theologie, Band 2, Göttingen 1983, S. 155ff.
- Norbert Schmidt und Frank Lüdke: Evangelium und Erfahrung: 125 Jahre Gemeinschaftsbewegung, LIT Verlag, 2014, ISBN 978-3-6431-2272-8.

### Spezifische Literatur
- Veronika Albrecht-Birkner: Die Gemeinschaftsbewegung im Siegerland – ein Projekt der Forschungsstelle für Reformierte Theologie und Pietismusforschung an der Philosophischen Fakultät der Universität Siegen, in: Schaut auf diese Region! Südwestfalen als Fall und Typ, Diagonal, Zeitschrift der Universität Siegen 34, Göttingen 2013, S. 199–215[10]
- Volker Brecht: Zwischen Landeskirche und Freikirche: Die Suche der Gemeinschaftsbewegung nach einem eigenen Gemeindeverständnis, TVG Orientierung, Brockhaus, Wuppertal 2002, ISBN 3-4172-9094-5.
- Michael Diener: Kurshalten in stürmischer Zeit. Walter Michaelis (1866–1953), ein Leben für Kirche und Gemeinschaftsbewegung, TVG Kirchengeschichtliche Monographien, Brunnen Verlag, Gießen 1998, ISBN 3-7655-9422-9.
- Joachim Drechsel: Das Gemeindeverständnis in der Deutschen Gemeinschaftsbewegung, TVG Monographien und Studienbücher, Brunnen, Gießen, ISBN 3-7655-9315-X.
- Evangelisch-Kirchliches Gnadauer Gemeinschaftswerk (Hrsg.): Stimmen der Väter. Zeugnisse aus den Anfängen der Gnadauer Gemeinschaftsbewegung, Evangelisches Verlagswerk, Berlin 1958.
- Klaus Haag: Ich bin verliebt in dieses Land: Auf den Spuren der Chrischona-Gemeinschaftsbewegung in Ost- und Westpreußen (1877-1945), Brunnen, Gießen 2007, ISBN 978-3-7655-1401-2.
- Kurt Heimbucher: Dem Auftrag verpflichtet. Die Gnadauer Gemeinschaftsbewegung, Brunnen Verlag, Gießen 1988, ISBN 3-7655-5743-9.
- Johann Jakob Hamm: Die Gemeinschaftsbewegung in der Pfalz. Ein Beitrag zu der Geschichte des Pietismus, Selbstverlag, Kaiserslautern 1928.
- Friedrich Heitmüller: Die Krisis der Gemeinschaftsbewegung: Ein Beitrag zu ihrer Überwindung, Christliche Gemeinschaftsbuchhandlung, Hamburg 1931.
- Friedrich Wilhelm Kantzenbach: Zur Haltung einiger führender Männer der Landeskirchlichen Gemeinschaft 1933/34. In: Zeitschrift für bayerische Kirchengeschichte. 43. 1974, S. 445–450 [Exemplarischer Beitrag zur Haltung der Gemeinschaftsbewegung zum Nationalsozialismus].
- Dieter Lange: Eine Bewegung bricht sich Bahn. Die deutschen Gemeinschaften im ausgehenden 19. und beginnenden 20. Jahrhundert und ihre Stellung zu Kirche, Theologie und Pfingstbewegung. Berlin 2. Aufl. 1981.
- Erwin Maiwald: Geschichte der pommerschen Gemeinschaftsbewegung, Website lkg-stralsund.de.
- Christoph Morgner: Geistliche Leitung als theologische Aufgabe: Kirche - Pietismus - Gemeinschaftsbewegung, Calwer theologische Monographien, Calw 2000, ISBN 3-7668-3692-7.
- Jörg Ohlemacher: Das Reich Gottes in Deutschland bauen. Ein Beitrag zur Vorgeschichte und Theologie der deutschen Gemeinschaftsbewegung (= AGP 23). Göttingen 1986.
- Kurt Reuber: Mystik in der Heiligungsfrömmigkeit der Gemeinschaftsbewegung, Der Rufer, Evangelischer Verlag, Gütersloh 1938.
- Erich Günter Rüppel: Die Gemeinschaftsbewegung im Dritten Reich: Ein Beitrag zur Geschichte des Kirchenkampfes, Band 22, Vandenhoeck & Ruprecht, Göttingen 1969.
- Max Runge: Johannes Seitz und der Aufbruch der neueren Gemeinschaftsbewegung, Evangelische Verlagsanstalt, Berlin 1965.
- Hans von Sauberzweig: Er die Meister −Wir die Brüder: Geschichte der Gnadauer Gemeinschaftsbewegung 1888–1958, Gnadauer Verlag, Offenbach 1959.
- Urs Schmid: Amerikanische Heiligungsbewegung und Gemeinschaftsbewegung in Deutschland, Dissertation, Theologische Fakultät Universität Basel, Basel 2002; Fromm Verlag, 2018, ISBN 978-620-2-44298-5, S. 225–264.
- Julius Schneider: Das Neue Testament in der Frömmigkeit der Gemeinschaftsbewegung. Eine praktisch-theologische Untersuchung, Evangelische Verlagsanstalt, Berlin 1959.
- Ludwig Tiesmeyer: Was jedermann von der christlichen Gemeinschaftsbewegung in Deutschland wissen muß! Röttger, Berlin 1917.
- Paul Toaspern und Max Runge (Hrsg.): Da er mit uns redete auf dem Wege: Zeugnisberichte von Mitarbeitern der Kirche und Gemeinschaftsbewegung in der Gegenwart, Evangelische Verlagsanstalt, Berlin 1964.
- Karl Heinz Voigt: Der Zeit voraus. Die Gemeinschaftsbewegung als Schritt in die Moderne? Erwägungen zur Vorgeschichte und Frühgeschichte des Gnadauer Gemeinschaftsverbands, Evangelische Verlagsanstalt, Leipzig 2014, ISBN 978-3-3740-3748-3.
- Johannes Zimmermann: Von der Gemeinschaft zur Gemeinde: Wege zu mehr Eigenständigkeit in der Gemeinschaftsbewegung, TVG, Brunnen, Gießen 2023, ISBN 978-3-7655-9584-4.